# Валдайское сельское поселение (Тверская область)
Валдайское се́льское поселе́ние — упразднённое муниципальное образование в Бологовском районе Тверской области Российской Федерации, существовавшее в 2005 — 2023 годах.
Центр поселения — посёлок Лыкошино.
Валдайское сельское поселение образовано в 2005 году, включило в себя территории Лыкошинского и Корыхновского сельских округов.
Законом Тверской области от 26 мая 2023 года № 24-ЗО муниципальное образование было упразднено с включением всех населённых пунктов в состав Бологовского муниципального округа.

## Географические данные
- Общая площадь: 292 км².
- Нахождение: северо-западная часть Бологовского района.
  - Граничит:
    - на севере — с Новгородской областью, Боровичский район,
    - на востоке — с Рютинским СП и Березайским СП,
    - на юге — с Выползовским СП,
    - на юго-западе — с Новгородской областью, Валдайский район,
    - на северо-западе — с Новгородской областью, Окуловский район.

Главные реки — Валдайка и Алёшинка.
Поселение пересекает Октябрьская железная дорога (главный ход Москва — Санкт-Петербург).

## Население
| 2010  | 2011  | 2012  | 2013  | 2014  | 2015  | 2016  |
| ----- | ----- | ----- | ----- | ----- | ----- | ----- |
| 2440  | ↘2213 | ↗2347 | ↘2303 | ↗2342 | ↘2273 | ↘2235 |
| 2017  | 2018  | 2019  | 2020  | 2021  |       |       |
| ↘2222 | ↘2166 | ↘2127 | ↘2115 | ↘1425 |       |       |

По переписи 2002 года — 2971 человек (850 Корыхновский и 2121 Лыкошинский сельские округа), на 1.01.2008 — 2116 человек, по переписи 2010 года — 2440 человек.

## Населённые пункты
На территории поселения находятся 28 населённых пунктов:
| №  | Населённый пункт | Тип населённого пункта  | Население |
| -- | ---------------- | ----------------------- | --------- |
| 1  | Алёшинка         | железнодорожная станция | 59        |
| 2  | Булдаково        | деревня                 | 1         |
| 3  | Великуши         | деревня                 | 26        |
| 4  | Гарусово         | деревня                 | 16        |
| 5  | Заключье         | деревня                 | ↘7        |
| 6  | Калиновка        | деревня                 | 0         |
| 7  | Корыхново        | деревня                 | 569       |
| 8  | Кузнецово        | деревня                 | 25        |
| 9  | Линево           | деревня                 | 6         |
| 10 | Липское          | деревня                 | 14        |
| 11 | Лыкошино         | деревня                 | 11        |
| 12 | Лыкошино         | посёлок                 | 601       |
| 13 | Львово           | деревня                 | 16        |
| 14 | Мартыново        | деревня                 | 7         |
| 15 | Михайловское     | деревня                 | 878       |
| 16 | Мишнево          | деревня                 | 5         |
| 17 | Мшенцы           | деревня                 | 12        |
| 18 | Острые Клетки    | деревня                 | →16       |
| 19 | Отдыхалово       | деревня                 | 11        |
| 20 | Поречье          | деревня                 | 65        |
| 21 | Порожки          | деревня                 | 29        |
| 22 | Сергеево         | хутор                   | 0         |
| 23 | Сифонтово        | деревня                 | 0         |
| 24 | Сопки            | деревня                 | 13        |
| 25 | Тресно           | деревня                 | 1         |
| 26 | Турны            | деревня                 | 0         |
| 27 | Хмелевка         | деревня                 | 36        |
| 28 | Широкое          | деревня                 | 14        |

### Бывшие населённые пункты
На территории поселения с 1930-х годов исчезли деревни Горланово, Красный Бор, Филистово, Исаево, Яковлевское, Сменцово (усадьба Рериха),Филимоново, Пузыриха, Малиново, Лухино и другие.

## История
В XII—XIV вв. территория поселения относилась к Деревской пятине Новгородской земли. В XV веке присоединена к Великому княжеству Московскому.
- После реформ Петра I территория поселения входила:[16]
- в 1708—1727 гг. в Санкт-Петербургскую (Ингерманляндскую 1708—1710 гг.) губернию, Новгородскую провинцию,
- в 1727—1775 гг. в Новгородскую губернию, Новгородскую провинцию,
- в 1775—1796 гг. в Новгородское наместничество,
- в 1796—1927 гг. в Новгородскую губернию, Валдайский и Боровичский уезды,
- в 1927—1935 гг. в Ленинградскую область, Бологовский район,
- в 1935—1990 гг. в Калининскую область, Бологовский район,
- с 1990 в Тверскую область, Бологовский район.

## Экономика
Основное хозяйство: СПК «Всходы».